# Glifo Braille 12
| ⠀ | ⠁ | ⠃ | ⠉ | ⠙ | ⠑ | ⠋ | ⠛ | ⠓ | ⠊ | ⠚ | ⠈ | ⠘ |
| ⠄ | ⠅ | ⠇ | ⠍ | ⠝ | ⠕ | ⠏ | ⠟ | ⠗ | ⠎ | ⠞ | ⠌ | ⠜ |
| ⠤ | ⠥ | ⠧ | ⠭ | ⠽ | ⠵ | ⠯ | ⠿ | ⠷ | ⠮ | ⠾ | ⠬ | ⠼ |
| ⠠ | ⠡ | ⠣ | ⠩ | ⠹ | ⠱ | ⠫ | ⠻ | ⠳ | ⠪ | ⠺ | ⠨ | ⠸ |
| ⠀ | ⠂ | ⠆ | ⠒ | ⠲ | ⠢ | ⠖ | ⠶ | ⠦ | ⠔ | ⠴ | ⠐ | ⠰ |

Il glifo Braille 12 è un carattere Braille a 6 o 8 punti con i 2 punti in alto a sinistra segnati.

È rappresentato dal punto di codice Unicode U+2803, e in Braille ASCII con "B".
| Carattere                          | ⠃                       | ⠃                       |
| ---------------------------------- | ----------------------- | ----------------------- |
| Nome Unicode                       | Braille pattern dots-12 | Braille pattern dots-12 |
| Codifiche                          | decimale                | esadecimale             |
| Unicode                            | 10243                   | U+2803                  |
| UTF-8                              | 226 160 131             | E2 A0 83                |
| riferimento numerico dei caratteri | &#10243;                | &#x2803;                |
| Braille ASCII                      | 66 0                    | 42                      |

## Braille unificato
In Braille internazionale unificato, il glifo Braille 12 è usato per rappresentare un fonema occlusivo bilabiale sonoro, come /b/, così come le lettere degli alfabeti latino B, greco beta, cirillico Б, ecc.

È usato anche per il numero 2.

### Tabella di valori Braille unificati
| Braille Braille italiano | B                                      |
| Braille francese         | B                                      |
| Braille inglese          | B                                      |
| contrazioni inglesi      | but (ma)                               |
| Braille tedesco          | B                                      |
| Braille indiano          | ब / ਬ / બ / ব / ବ / బ / ಬ / ബ / බ / ب ‎ |
| Braille islandese        | B                                      |
| Braille IPA              | /b/                                    |
| Braille russo            | Б                                      |
| Braille slovacco         | B                                      |
| Braille arabo            | ب                                      |
| Braille persiano         | ب                                      |
| Braille irlandese        | B                                      |
| Braille tailandese       | ั                                       |
| Braille lussemburghese   | b (minuscola)                          |

## Altri sistemi Braille
| Braille giapponese         | i / い / イ              |
| Braille coreano            | -b / -ㅂ                 |
| Braille cinese interno     | b                        |
| Braille taiwanese          | ch-, ㄔ                  |
| Braille cinese a due glifi | h- -ì/-ù/-ǜ/tono 4       |
| Braille di Nemeth          | simbolo non indipendente |
| Braille di Gardner Salinas | "b"                      |
| Braille algerino           | ب ‎                       |

## Con i punti 7 e 8
Glifi correlati al glifo Braille 12 sono i glifi Braille 127, 128, e 1278, che sono usati nei sistemi Braille a 8 punti, come Braille di Gardner-Salinas e Braille lussemburghese.
| Carattere                          | ⡃                        | ⡃                        | ⢃                        | ⢃                        | ⣃                         | ⣃                         |
| ---------------------------------- | ------------------------ | ------------------------ | ------------------------ | ------------------------ | ------------------------- | ------------------------- |
| Nome Unicode                       | Braille pattern dots-127 | Braille pattern dots-127 | Braille pattern dots-128 | Braille pattern dots-128 | Braille pattern dots-1278 | Braille pattern dots-1278 |
| Codifiche                          | decimale                 | esadecimale              | decimale                 | esadecimale              | decimale                  | esadecimale               |
| Unicode                            | 10307                    | U+2843                   | 10371                    | U+2883                   | 10435                     | U+28C3                    |
| UTF-8                              | 226 161 131              | E2 A1 83                 | 226 162 131              | E2 A2 83                 | 226 163 131               | E2 A3 83                  |
| riferimento numerico dei caratteri | &#10307;                 | &#x2843;                 | &#10371;                 | &#x2883;                 | &#10435;                  | &#x28C3;                  |

|                            | glifo 127     | glifo 128 | glifo 1278 |
| -------------------------- | ------------- | --------- | ---------- |
| Braille di Gardner Salinas | B (maiuscola) | β (beta)  |            |
| Braille lussemburghese     | B (maiuscola) |           |            |